# Криосфера Земли
«Криосфера Земли» — российский научный журнал, посвящённый проблемам криологии и вопросам изучения криосферы.
Журнал был основан в 1997 году, периодичность выхода — 6 номеров в год (до 2017 года — 4 номера в год). С 2014 года выходит англоязычная версия журнала.
Соучредители журнала — Сибирское отделение РАН, Институт криосферы Земли ТюмНЦ СО РАН, Тюменский государственный университет, Институт мерзлотоведения им. П. И. Мельникова СО РАН.
Главный редактор журнала — академик РАН Мельников Владимир Павлович. Журнал выпускается в Академическом издательстве «ГЕО». Журнал включён в список изданий, рекомендуемых ВАК для публикации основных научных результатов диссертаций на соискание учёной степени кандидата наук, на соискание учёной степени доктора наук (по состоянию на 23.11.2017); индексируется в базе данных Scopus.

## История
Решение о создании журнала «Криосфера Земли» было принято на основании Постановления Президиума СО РАН № 68 от 05.07.1996 г. Этим постановлением были утверждены главный редактор журнала академик В. П. Мельников и учредители журнала — Сибирское отделение РАН и Институт криосферы Земли СО РАН. С 2017 года в число соучредителей входят также Институт мерзлотоведения им. П. И. Мельникова СО РАН и Тюменский государственный университет.

## Тематика журнала
«Криосфера Земли» — освещает проблемы криологии. Одной из задач журнала является объединение научного сообщества для формирования единой научной концепции криосферы Земли, мультидисциплинарного изучения её роли в развитии географической оболочки Земли, влияния криосферных факторов на экологию и жизнеобеспечение биосферы и динамику глобальных процессов.
Как отмечает ответственный секретарь журнала д.г-м.н. С. М. Фотиев:

С редакцией журнала «Криосфера Земли» активно сотрудничали 214 организаций России (766 авторов из 39 городов) и 22-е зарубежные организации (60 авторов) из 43 городов Австрии, Бельгии, Белоруссии, Германии, Голландии, Грузии, Дании, Израиля, Казахстана, Канады, Киргизии, Монголии, Нидерландов, Новой Зеландии, Норвегии, Польши, США, Таджикистана, Узбекистана, Украины, Финляндии, Франции, Швейцарии, Швеции и Японии. Итогом работы редколлегии, редакционных групп в Москве и в Новосибирске, рецензентов и авторов явилось безоговорочное признание журнала «Криосфера Земли» одним из ведущих изданий по криологии как внутри нашей страны, так и за её пределами— 